# Effetto Néel
L’effetto Néel appare nel momento in cui un materiale superparamagnetico posizionato all'interno di una bobina conduttrice, è sottoposto a dei campi magnetici di diverse frequenze. La non linearità del materiale superparamagnetico agisce come un mixer di frequenze. La tensione misurata ai capi della bobina comprende allora diverse componenti di frequenza, non soltanto alle frequenze d'origine, ma anche a alcuni valori dati dalla loro combinazione lineare. In questo modo, la trasposizione in frequenza del campo da misurare permette di individuare un campo, prodotto da una corrente continua, con una semplice bobina.
« Effet Néel » et « Neel Effect » sono dei marchi depositati e detenuti dalla società Neelogy.

## Storia
Il fisico francese Louis Néel (1904-2000) ha scoperto nel 1949 che certi materiali ferromagnetici finemente divisi in nanoparticelle perdono l'isteresi al di là di una certa dimensione critica. Questo fenomeno è stato identificato col termine di superparamagnetismo. La magnetizzazione di questi materiali in funzione del campo applicato, è fortemente non lineare. La curva che la rappresenta, è ben descritta dalla funzione di Langevin ma, per dei campi di bassa intensità, può essere scritta più semplicemente sotto forma di sviluppo limitato :
{\displaystyle M(H)=\chi _{0}H+N_{e}H^{3}+\varepsilon (H^{3})}
dove {\displaystyle \chi _{0}} è la suscettività magnetica a campo nullo e {\displaystyle N_{e}} è chiamato coefficiente di Néel. Il coefficiente di Néel rende conto della non linearità del materiale superparamagnetico quando il campo è debole.

## Principio
L'eefetto Néel appare quando :
1. si posiziona un materiale superparamagnetico all'interno du una bobina percorsa da una corrente d'eccitazione alternata di frequenza {\displaystyle f_{exc}} e
2. si sottopone la suddetta bobina a un campo magnetico esterno {\displaystyle H_{ext}}, statico o periodico di frequenza {\displaystyle f_{ext}}.

In questo modo, quando si misura la tensione u(t) ai capi della bobina in presenza di un materiale superparamagnetico, si osserva l'apparizione di una nuova componente in frequenza in più della (o delle) frequenza(e) d'origine. Queste componenti di intermodulazione appaiono a delle combinazioni lineari determinate di {\displaystyle f_{exc}} e {\displaystyle f_{ext}}.
Per esempio, se il campo magnetico esterno è statico, allora appare una componente di tensione a {\displaystyle 2f_{exc}}.
Se il campo esterno è periodico, allora appare una componente di tensione a {\displaystyle 2f_{exc}} + {\displaystyle f_{ext}}.
Si osservano ugualmente delle componenti a ordini superiori, ma d'intensità più piccola.
Si dimostra, tramite i calcoli, che è la componente non lineare del materiale superparamagnetico che provoca l'intermodulazione delle frequenze del campo magnetico. Il materiale agisce come un mixer.

### La fisica dell'effetto Néel
Si consideri una bobina di N spire, di superficie S, percorsa da una corrente d'eccitazione {\displaystyle I_{exc}} et immersa in un campo magnetico {\displaystyle H_{ext}} colineare all'asse della bobina. Un materiale superparamagnetico è depositato all'interno della bobina.
La forza elettromotrice ai capi della spira della bobina (la chiameremo e) è data dalla formula :
{\displaystyle e=-d\phi /dt=-SdB/dt}
dove B è l'induzione magnetica, data dall'equazione :
{\displaystyle B=\mu _{0}\mu _{r}(H+M)}
In assenza di materiale magnetico
M=0 e {\displaystyle B=\mu _{0}\mu _{r}(H_{ext}+H_{exc})}
Derivando questa espressione di B, risulta evidente che le frequenze della tensione sono le stesse che quelle della corrente d'eccitazione
{\displaystyle i_{exc}} e/o il campo magnetico {\displaystyle H_{ext}}.
In presenza di materiale superparamagnetico
Trascurando i termini superiori dello sviluppo limitato, si ottiene per B :
{\displaystyle B=\mu _{0}\mu _{r}((1+\chi _{0})(H_{ext}+H_{exc})+N_{e}(H_{ext}+H_{exc})3)}
Di nuovo, la derivata di primo ordine dell'equazione {\displaystyle \mu _{0}\mu _{r}(1+\chi _{0})(H_{ext}+H_{exc})} fornisce delle componenti di tensione alle frequenze della corrente d'eccitazione {\displaystyle i_{exc}} e/o del campo magnetico {\displaystyle H_{ext}}.
Lo sviluppo del secondo termine, invece, {\displaystyle (H_{ext}+H_{exc})^{3}=H_{ext}^{3}+3H_{ext}^{2}H_{exc}+3H_{ext}H_{exc}^{2}+H_{exc}^{3}} moltiplica delle componenti di frequenza diverse e permette l'intermodulazione delle frequenze iniziali, generando delle componenti risultanti dalla loro combinazione lineare.
La non linearità del materiale superparamagnetico agisce come un mixer di frequenze
Chiamiamo H(l) il campo magnetico totale all'interno della spira situata all'ascissa l. Integrando l'induzione lungo la bobina tra le ascisse 0 e Lp et derivando rispetto a t, si ottiene :
{\displaystyle u(t)=L{\frac {dI(t)}{dt}}+F_{Rog}{\frac {d}{dt}}\left[\int _{0}^{Lp}H(l)dl\right]+F_{Neel}\left[\int _{0}^{Lp}H(l)dl\right]I(t){\frac {dI(t)}{dt}}}
Si ritrovano i termini classici d'autoinduttanza e d'effetto Rogowski, entrambi alle frequenze d'origine. Il terzo termine è dovuto all'effetto Néel e fa riferimento al fenomeno d'intermodulazione tra la corrente d'eccitazione e il campo magnetico esterno.
Se la corrente d'eccitazione è sinusoidale, l'effetto Néel si caratterizza per l'apaprizione di un'armonica di secondo ordine, portante l'informazione di circuitazione del campo :
{\displaystyle u(t)=LI_{ex}w_{ex}cos(w_{ex}t)+F_{Rog}{\frac {d}{dt}}\left[\int _{0}^{Lp}H(l)dl\right]+F_{Neel}\left[\int _{0}^{Lp}H(l)dl\right]{\frac {I_{ex}^{2}}{2}}w_{ex}sin(2w_{ex}t)}
con {\displaystyle I(t)=I_{ex}sin(w_{ex}t)}

## Applicazioni

### Il sensore di corrente a effetto Néel
Un'applicazione importante dell'effetto Néel è la misura del campo magnetico irradiato da un conduttore quando è percorso da una corrente. È questo il principio alla base dei sensori di corrente a effetto Néel, sviluppati e brevettati dalla società francese Neelogy.
L'interesse dell'effetto Néel è data, in particolare, dalla possibilità di effettuare una misura precisa di una corrente continua o a bassa frequenza, con un sensore simile a un trasformatore di corrente, e senza contatto.
Il trasduttore di un sensore di corrente a effetto Néel è costituito da una bobina, il cui nucleo è in materiale composito caricato di nanoparticelle superparamagnetiche. La bobina è percorsa da una corrente d'eccitazione {\displaystyle i_{exc}(t)}. In presenza di un campo magnetico esterno da misurare {\displaystyle H_{ext}(t)}, il trasduttore traspone, per effetto Néel, l'informazione da misurare, H(f), intorno a una frequenza portante, l'armonica di secondo ordine della corrente d'eccitazione {\displaystyle 2f_{exc}}, sulla quale la misura è più semplice. In altri termini, la forza elettromotrice generata dalla bobina è proporzionale al campo magnetico da misurare, {\displaystyle H_{ext}(t)} e al quadrato della corrente d'eccitazione :
{\displaystyle fem(t)=F_{Neel}i_{exc}^{2}(t)H(t)}
Per migliorare le prestazioni della misura (linearità, sensibilità alla temperatura, sensibilità alle vibrazioni, ecc.) il sensore include anche un secondo bobinaggio, detto di contro reazione, che permette di annullare in permanenza la seconda armonica. La relazione tra la corrente di contro reazione e la corrente sul conduttore primario (la corrente da misurare) è, in questo modo, unicamente proporzionale al numero di spire della contro reazione ({\displaystyle I_{cr}=I_{p}/N_{cr}}).

### Altre applicazioni dell'effetto Néel
L'effetto Néel «mescola» le frequenze di diverse campi magnetici in presenza di un materiale superparamagnetico.
Nel sensore di corrente a effetto Néel, il trasduttore utilizza una quantità fissa di materiale superparamagnetico e una corrente d'eccitazione nota (e quindi un campo magnetico noto), per determinare un campo magnetico esterno di ampiezza sconosciuta.
Ma potremo pensare di utilizzare un trasduttore che impiega due campi magnetici noti, di frequenze diverse, per determinare una quantità sconosciuta di un materiale superparamagnetico. Si conoscono a oggi due applicazioni di questo tipo, nei rivelatori di nanoparticelle superparamegnetiche. A partire da un brevetto russo, la società Magnisense sviluppa degli immunodosaggi magnetici che utilizzano delle nanoparticelle magnetiche come marcatori di organismi o di molecole biologiche. Queste possono così essere rilevate in maniera molto precisa tramite uno specifico lettore, le MIAtek.
Allo stesso modo, Philips sviluppa una tecnica d'immagini di particelle